# 井上信貴男
井上 信貴男（いのうえ しぎお、1908年（明治41年〉3月24日 - 1971年〈昭和46年〉7月25日）は、昭和期の実業家、政治家。衆議院議員、奈良県生駒郡安堵名誉村長、井上繊維工業社長。

## 経歴
奈良県生駒郡安堵村（現安堵町）で生まれる。1927年（昭和2年）奈良県立郡山中学校（現奈良県立郡山高等学校）を卒業。土木請負業を経営し、その他、皮革加工、繊維メリヤス製造、布帛加工、ゴム工業などの分野でも経営を行った。井上工業所顧問、奈良日日新聞社取締役、同会長などを務めた。
1949年（昭和24年）1月の第24回衆議院議員総選挙で奈良県全県区から出馬して当選し、衆議院議員に1期在任した。この間、民主自由党会計総務を務めた。

## 国政選挙歴
- 第24回衆議院議員総選挙（奈良県全県区、1949年1月、無所属）当選[3]
- 第25回衆議院議員総選挙（奈良県全県区、1952年10月、自由党公認）落選[4]
- 第28回衆議院議員総選挙（奈良県全県区、1958年5月、自由民主党公認）次点落選[4]
- 第29回衆議院議員総選挙（奈良県全県区、1960年11月、自由民主党公認）次点落選[4]